# Bitva u Orewinského mostu
Bitva u Orewinského mostu (někdy také Bitva u Irfonského mostu) je významnou bitvou v historii Anglie a Walesu. Odehrála se ve středním Walesu poblíž Builth Wells a anglické vojsko vedené Eduardovi I. věrnými lordy Waleské marky v ní zaskočilo a rozdrtilo vojsko waleských lordů, v jehož čele stál poslední nezávislý kníže Walesu Llywelyn ap Gruffydd. Porážka waleské armády a smrt knížete znamenaly definitivní konec waleské nezávislosti.